# Mała Nocka
Mała Nocka – pierwszy album polskiej grupy folkowej Jar wydany jesienią 2007 roku.

## Lista utworów[1]
1. Intro
2. Jaryło
3. Ai vis lo lop
4. Kupalnocka
5. Dzisiaj wieczór krótki
6. Garais dancis
7. Jadą goście jadą
8. Ballada
9. Marazula
10. Hej na wzgórze
11. Gody
12. Branle d'ecosse
13. Do ognia pani